# البيئة العقلية
يشير مفهوم البيئة العقلية إلى مجموع كل التأثيرات المجتمعية على الصحة العقلية.
يستخدم هذا المصطلح غالباً في سياق ينتقد البيئة العقلية في المجتمعات الصناعية.
يقال ان المجتمعات الصناعية تنتج السموم الفيزيائية والتلوث الذي يضر الصحة البدنية للإنسان، وتنتج أيضاً سموم مادية مثل (التليفزيون، الضوضاء المفرطة، الدعاية للعنف، إدمان الإنترنت ووسائل التواصل الإجتماعى)، التي تتسبب في تدمير الصحة النفسية.
قد تساعد هذه العقلية السيئة في تفسير سبب ارتفاع معدلات الأمراض العقلية في المجتمعات الصناعية، التي قد يكون لها أيضاً جذورها في بيئة تعليمية سيئة والحياة الميكانيكية الروتينية، المعتقدات السحرية الدينية تساهم بشكل كبير لمثل هذه الأماكن المجتمعية.
غالباً مايصعب ضبط مثل هذه الأوهام المتأصلة في الطفولة تماماً من حياة الشخص. هذه الفكرة لديها جذورها في علم النفس التطوري، حيث يمكن تفسير العواقب الوخيمة لبيئة عقل فقيرة من خلال عدم التوافق بين البيئة العقلية التي تطور البشر ليكونو داخلها وبين تلك الموجودة هناك اليوم.